# Wendy Melvoin
Wendy Melvoin, född Wendilinya Melvoin 26 januari 1964 är en amerikansk gitarrist och låtskrivare, mest känd för sina arbeten med Prince.
Melvoin lever med regissören Lisa Cholodenko och tillsammans har de en son. Cholodenkos film The Kids Are All Right (2010) bygger löst på parets egna upplevelser kring att skaffa barn genom spermadonation.